# Promenade plantée Arthur-Rimbaud
Pour les articles homonymes, voir Rimbaud (homonymie).
La promenade plantée Arthur-Rimbaud est un jardin situé dans le 13e arrondissement de Paris.

## Situation et accès
Le site est accessible par le 56, quai François-Mauriac.
Il est desservi par la ligne   à la station Quai de la Gare, par la ligne   à la station Bibliothèque François-Mitterrand et par la ligne de RER   à la gare de la Bibliothèque François-Mitterrand.

## Origine du nom
Elle rend hommage au poète français Arthur Rimbaud (1854-1891).